# GABARAP
پروتئین مرتبط با گیرندهٔ گاما-آمینوبوتیریک اسید (انگلیسی: Gamma-aminobutyric acid receptor-associated protein) یک پروتئین است که در انسان توسط ژن «GABARAP» کُدگذاری می‌شود.
این پروتئین با مولکول‌های گیرنده ۱ ترانسفرین، ULK1 و GABRG2 تعامل پروتئین-پروتئین دارد.